# Осерал
Осерал (норв. Åseral) — коммуна в губернии Вест-Агдер в Норвегии. Административный центр коммуны — город Хюрхьебюгд. Официальный язык коммуны — нюнорск. Население коммуны на 2007 год составляло 905 чел. Площадь коммуны Осерал — 887,5 км², код-идентификатор — 1026.

## История населения коммуны
Население коммуны за последние 60 лет.

Статистика коммуны Осерал

## Известные уроженцы
- Листёль, Ларс Кнутсон (1839—1912) — норвежский политический и государственный деятель.